# Aham (Adelsgeschlecht)

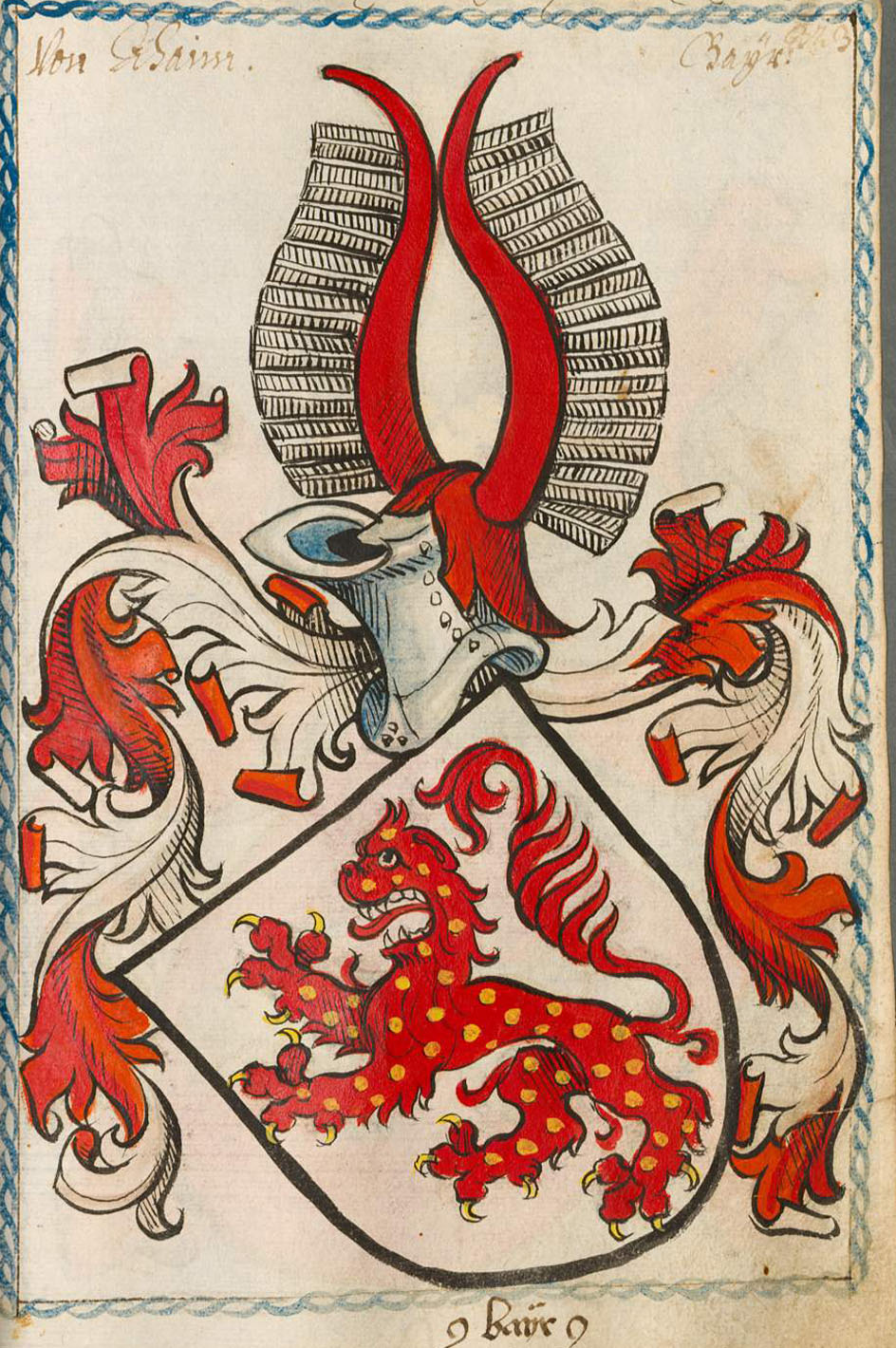
Stammwappen der Aham (Ahaimer)

Die Aham waren ein altbayerisches Adelsgeschlecht, katholischer Konfession, dessen zahlreiche Vertreter vom Mittelalter bis zum Ende des 19. Jahrhunderts eine bedeutende Rolle in Bayern spielten. Die alte und einflussreiche Familie gehörte besonders entlang des Inn zu den wichtigsten Grundbesitzern und unterhielt enge Kontakte zum Stift Reichersberg. 1881 ist das Geschlecht im Mannesstamm erloschen.

## Geschichte

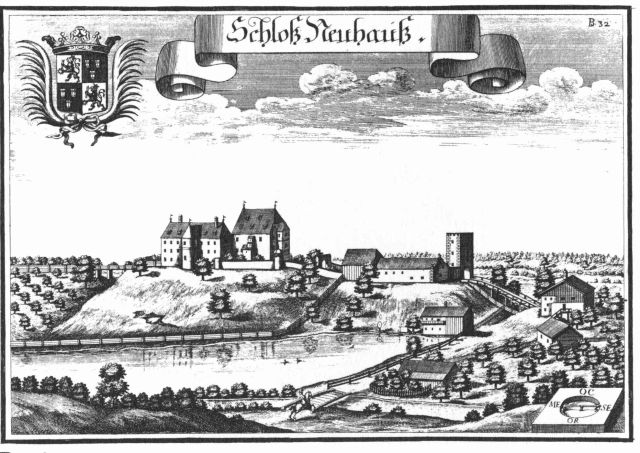
Schloss Neuhaus (1721)

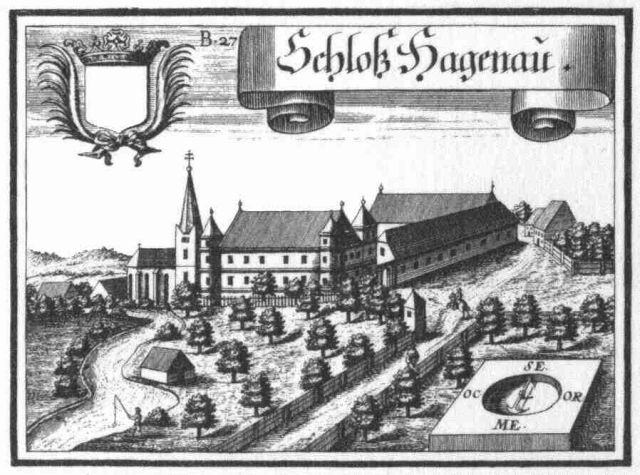
Schloss Hagenau (1721)

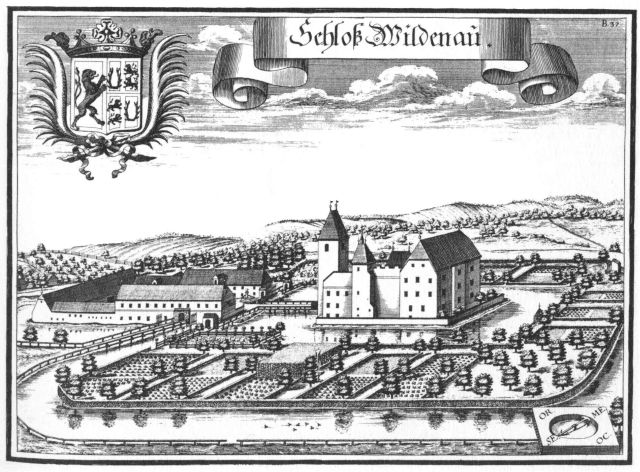
Schloss Wildenau (1721)

Die später in den Grafenstand aufgestiegenen Ahamer (Aheimer, Ahaimer) stammten aus dem Dorf Aham bei St. Peter am Hart im heutigen Bezirk Braunau am Inn. Sie waren ein altbayerisches turnierfähiges Geschlecht, das seit 1383 den Ansitz Neuhaus sowie Geinberg im heutigen Oberösterreich besaß.
Später teilte sich das Geschlecht in die drei Hauptlinien zu Hagenau (nicht zu verwechseln mit den Herren von Hagenau), als bayerisches Lehen, zu Wildenau und zu Neuhaus (fürstbischöflich Passauer Lehen). Die Aham besaßen die Würde eines Erbkämmerers des Hochstiftes Passau. Nachdem das Innviertel, die Stammheimat des Geschlechtes, im Frieden von Teschen 1779 österreichisch geworden war, erhielten die Aham auch die Landmannschaft im Land ob der Enns.
Ihre Grablege hatten sie traditionell im Stift Reichersberg. Zunächst fanden sie im Kreuzgang ihre Ruhestätte, wo noch mehrere Grabsteine ab etwa 1500 an sie erinnern. Im Zuge des Stiftsneubaus nach dem Großbrand von 1624 wurde eine neue Aham'sche Familiengruft in einer Nebenkapelle der Stiftskirche errichtet, wo Angehörige des Geschlechtes bis zum Erlöschen der Familie im Mannesstamm 1881 bestattet wurden. Der Stuckaltar dieser Kapelle wurde zwischen 1761 und 1768 von Modler geschaffen, das Altarbild mit den Aposteln Simon und Judas Thaddäus stammt von dem Münchner Maler Kolbinger. Seit 1709 wird auf diesem Altar der Leib des Katakombenheiligen Claudius in einem Schrein aufbewahrt. Er wurde 1668 aus den Kalixtus-Katakomben erhoben und gelangte schließlich in den Besitz des damaligen Weihbischofs in Wien, Johann Joachim Ignaz Grafen von Aham. Nach dessen Tod wurden die Reliquien durch dessen Bruder und Erben Johann Franz Graf von Aham für die Gruftkapelle gestiftet.
Die Familie erlangte im Laufe der Zeit eine Reihe von Standeserhöhungen: Mit Diplom vom 3. Juni 1652 wurde das ritterliche Geschlecht der Aham in den Reichsfreiherrenstand erhoben, als Kaiser Ferdinand III. den damals noch lebenden fünf Söhnen des Wolfgang Wiguleus von Aham (1591–1644) sowie deren Nachkommen diese Würde zusprach. Die Linie der Aham zu Neuhaus wurde mit Diplom vom 7. Juli 1691 in den Reichsgrafenstand erhoben und erhielt eine Wappenbesserung, als Kaiser Leopold I. nach einer recommendation durch Kurfürst Max Emanuel von Bayern den damals noch lebenden zwei Söhnen des Franz Alois Freiherrn von Aham (1621–1683) sowie deren Nachkommen diesen Stand zuerkannte und zudem das Aham'sche Familienwappen mit dem Wappen der Ruck von Tanneck (ihrer Verwandten mütterlicherseits) vereinigte. Zwei Jahre später erhob Kaiser Leopold I. auch die Linie der Aham zu Wildenau in den Reichsgrafenstand, indem Johann Ignaz Freiherr von Aham (1616–1698) für sich und seine Nachkommen ebenfalls ein entsprechendes und mit 30. Dezember 1693 datiertes Diplom erhielt. Die prunkvollen Adels- und Wappendiplome der Freiherren und Grafen von Aham sind bis heute erhalten und waren 2004 bei der bayerisch-oberösterreichischen Landesausstellung im Kloster Asbach zu sehen. Die Ahamer besaßen auch kunstvoll ausgestattete Stamm- und Wappenbücher über ihre Familiengeschichte, die ebenfalls noch erhalten sind.
Die Grafen Johann Adam und Johann Heinrich von Aham, wahrscheinlich Söhne des Grafen Johann Ignaz, waren auch im Land Salzburg ansässig und wurden dort in die Landmannschaft aufgenommen. Am 16. September 1691 wurde ihr Grafenstand in Salzburg publiziert. Sie erscheinen mit dem angegebenen Wappen auf der Landtafel von 1706.
Der letzte Vertreter des Geschlechtes war Graf Joseph Matthias Franz Xaver Benedict von Aham (1820–1881), königlich bayerischer Kämmerer, Herr auf Neuhaus bei Gurten, der einzige Sohn des 1872 gestorbenen Grafen Franz Xaver und der Walburga, geborener Gräfin von Tauffkirchen. Er starb im Jänner 1881 unvermählt auf Schloss Neuhaus in Geinberg und wurde als letzter Aham in der Familiengruft in der Stiftskirche Reichersberg bestattet. Die ehemalige Familiengruft der Aham wurde 1975 zur Grablege für die Pröpste des Stiftes umgebaut.

## Besitzungen
Neben den Grafen Tattenbach gehörte das Geschlecht der Grafen Aham besonders im Raum des heutigen Innviertels zu den wichtigsten Grundbesitzern, war aber darüber hinaus in ganz Altbayern und Oberösterreich begütert. Zu den weitläufigen und zahlreichen Gütern der Ahamer gehörten unter anderem auch das Schloss Katzenberg, Schloss Wildenau, Schloss Hagenau, Schloss Neuhaus und Thannenmais bei Reisbach.

## Wappen

### Stammwappen
Blasonierung: Das Stammwappen der Aham zeigt in Silber einen roten Löwen und als Helmzier zwei mit Pfauenfedern besteckte, rechts rote, links silberne Büffelhörner sowie rot-silberne Decken.

### Reichsgrafenwappen
Blasonierung: Das Wappen der Reichsgrafen von Aham zeigt 1691 einen quadrierten Schild mit goldener Einfassung; 1 und 4 in Silber ein roter, rechtsschreitender, gekrönter Löwe mit doppeltem Schweife auf grünem, mit drei Absätzen versehenen Hügel (= Stammwappen Aham); die Vorderpranken des Löwen sind frei aufgehoben, die rechte höher als die linke, und die rechte Hinterpranke steht auf dem mittleren Absatze des Hügels, die linke auf dem linken Absatze; 2 und 3 in Schwarz drei silberne, inwendig vergoldete und mit einem goldenen Reif in der Mitte (nach einigen mit drei goldenen Reifen) eingefußte Becher, 2 und 1 (= Ruck von Tanneck); auf dem Schilde stehen zwei Helme; der rechte gekrönte Helm trägt einen rechtssehenden, wachsenden, roten, doppelt geschweiften Löwen, dessen Kopf mit sechs Pfauenfedern besetzt ist; in der rechten Pranke hält derselbe eine von Silber und Rot 2-16 Mal schrägrechts geteilte Lanze, die im oberen Drittel gebrochen, in der linken aber einen Lorbeerkranz; auf den linken Helme liegt ein rotes Kissen mit roten Quasten, auf welchem ein mit den drei Bechern des 2. und 3. Feldes belegter, geschlossener, schwarzer Flug steht; Schild und Helm umgibt ein roter, mit goldenen Fransen und inwendig mit Hermelin besetzter Mantel.

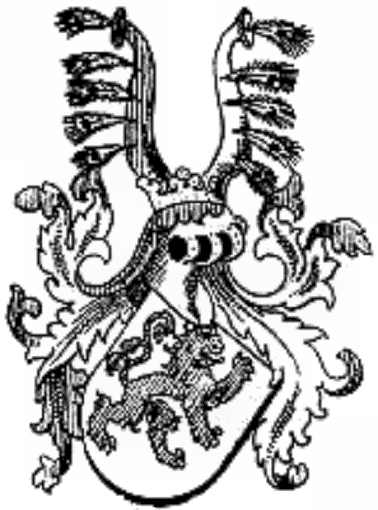
Aham v. Neuhaus, Stammwappen
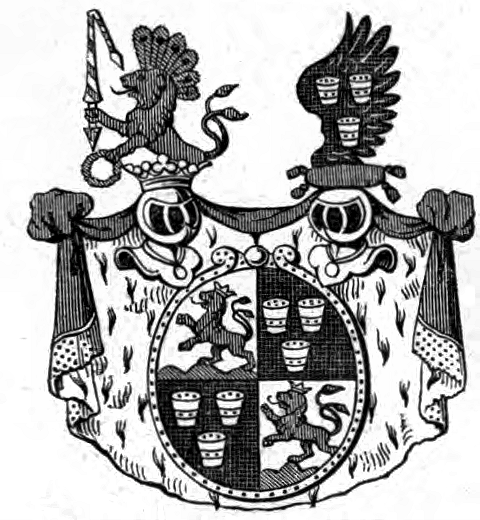
Wappen der Reichsgrafen von Aham 1691
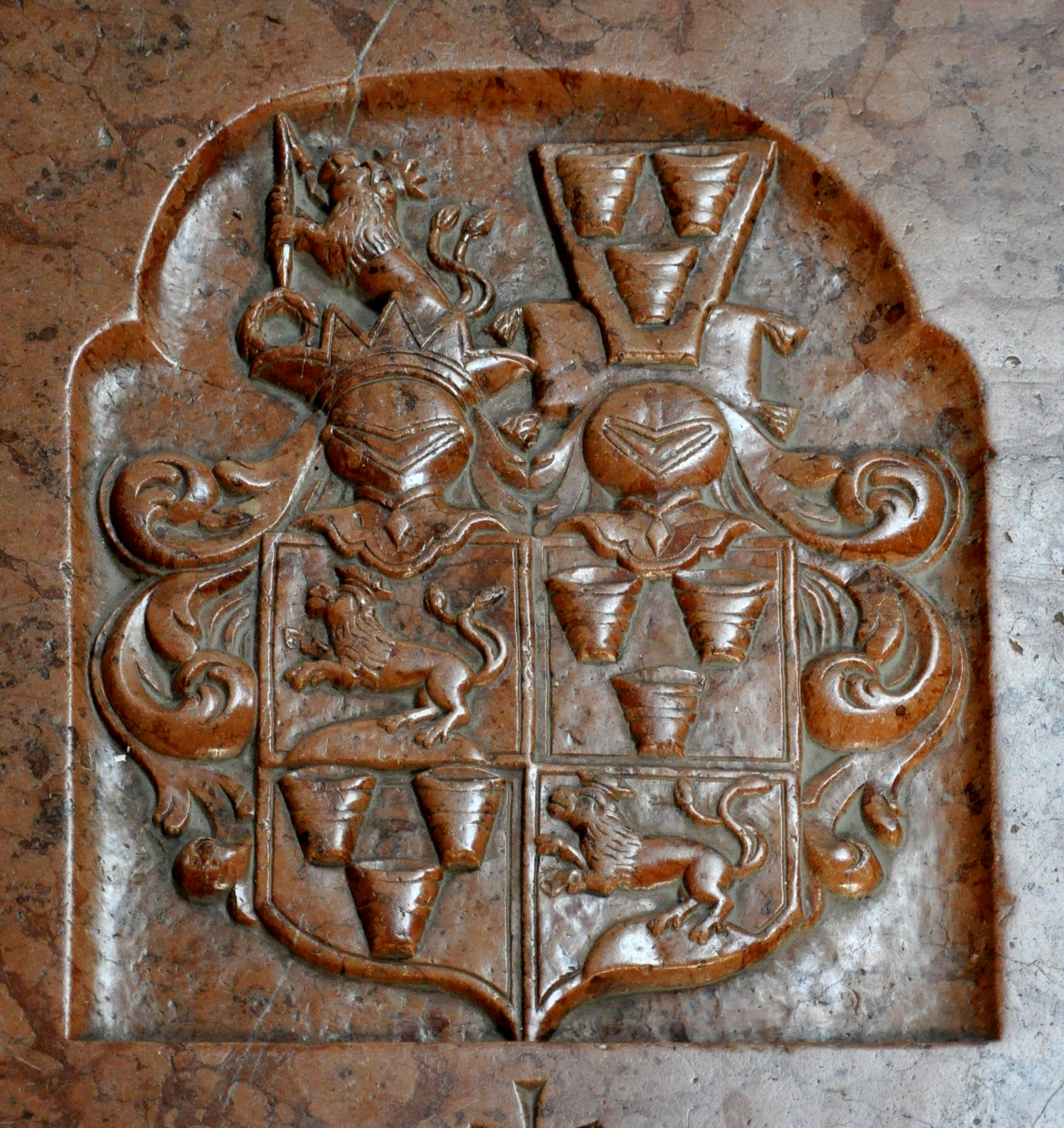
Wappen der Grafen Aham (Familiengruft in der Stiftskirche Reichersberg)

## Bedeutende Personen
- Johann Joseph Franz von Aham (1652–1725), war 1705 während des bayerischen Volksaufstandes Mitglied im Direktorium des Braunauer Parlaments
- Johann Joachim Ignaz von Aham (1655–1702), Weihbischof in Wien, Domherr zu Passau und Generalvikar des Bistums Passau im Lande unter der Enns

## Genealogie (Auszug)
1. Wolfgang Wiguleus von Aham (1591–1644), Herr auf Wildenau und Neuhaus ⚭ Eva von Haunsperg, und hatte 12 Nachkommen (wovon 4 im frühen Kindesalter verstarben), darunter:
  1. Johann Ignaz Freiherr und Graf von Aham (1616–1698), Herr auf Wildenau und Weiffendorf, Freiherr seit 1652, Graf seit 1693 ⚭ Maria Elisabeth von Aham († 1692), und hatte 20 Nachkommen (wovon 13 im frühen Kindesalter verstarben), welche die Linie zu Wildenau der Familie von Aham begründeten
  2. Franz Alois Freiherr von Aham (1621–1683), Herr auf Neuhaus und Geinberg, Freiherr seit 1652 ⚭ Helena Klara Ruck von Tanneck,[11] Sternkreuzordensdame, und hatte 13 Nachkommen (wovon 6 im frühen Kindesalter verstarben), welche die Linie zu Neuhaus der Familie von Aham begründeten, darunter:
    1. Johann Joachim Ignaz Graf von Aham (1655–1702), Weihbischof in Wien, Graf seit 1691
    2. Johann Joseph Franz Graf von Aham (1652–1725), Herr auf Neuhaus und Geinberg, Graf seit 1691 ⚭ 1681 Katharina von Franking († 1697), ⚭ 1701 Maria Christina Theresia von Guidebon Cavalchino († 1729), und hatte 13 Nachkommen (wovon 8 im frühen Kindesalter verstarben), darunter:
      1. Joseph Anton Franz Felix Graf von Aham (1684–1750), Herr auf Neuhaus und Geinberg ⚭ 1711 Maria Franziska Isabella Gräfin von Roedern, und hatte 5 Nachkommen (wovon 2 im frühen Kindesalter verstarben), darunter:
        1. Franz Joseph Adolph Cajetan Ignaz Graf von Aham (1718–1756), Herr auf Neuhaus und Geinberg ⚭ Maria Susanna Walburga Josepha Johanna Gräfin von Alten Franking, und hatte 1 Nachkommen:
          1. Joseph Eucharius Anton Aloys Graf von Aham (1753–1805), Herr auf Neuhaus und Geinberg ⚭ Maria Anna Helena Johanna Nepomucena Catharina Gräfin von Rambaldi (1747–1813), und hatte 3 Nachkommen:
            1. Joseph Ferdinand Graf von Aham (1783–1802), kurbayerischer Page
            2. Joseph Maria Johann Matthaeus Clemens Graf von Aham (1778–?), k.k. Oberst
            3. Franz Xaver Clemens Carl Joseph Graf von Aham (1786–1872), Herr auf Neuhaus ⚭ Walburga Josepha Maximiliana Gräfin von Tauffkirchen zu Katzenberg (1786–1869), und hatte 1 Nachkommen:
              1. Joseph Matthias Franz Xaver Benedict Graf von Aham (1820–1881), Herr auf Neuhaus, Letzter aus dem Mannesstamm der Aham

Bildergalerie
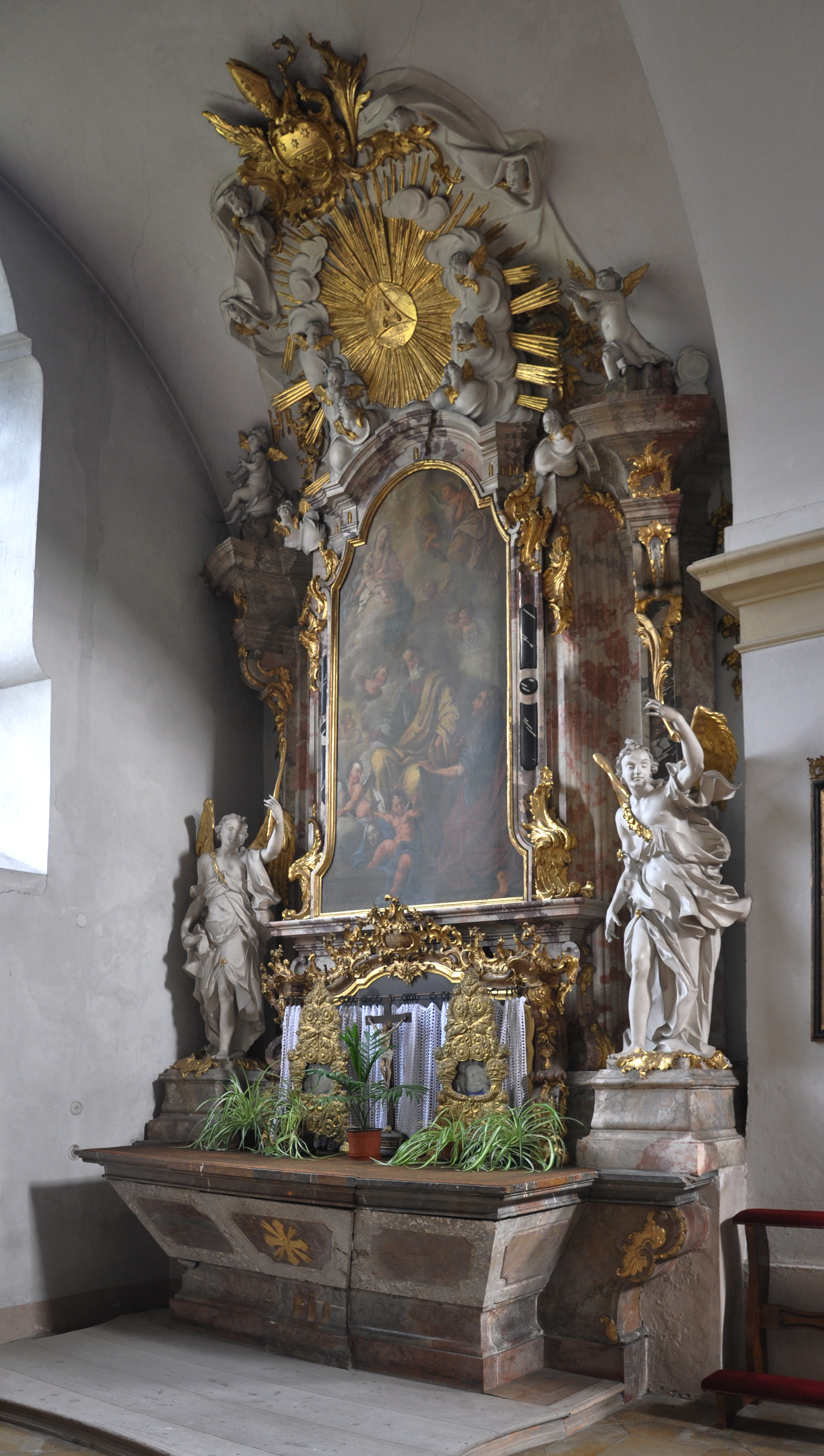
Nebenkapelle der Stiftskirche Reichersberg mit Claudiusaltar (Stuckmarmoraltar von Johann Baptist Modler, 1762), Altarblatt: Apostel Simon und Judas Thaddäus von Kolbinger (München 1763). Diese Kapelle diente als Grabkapelle der Aham.
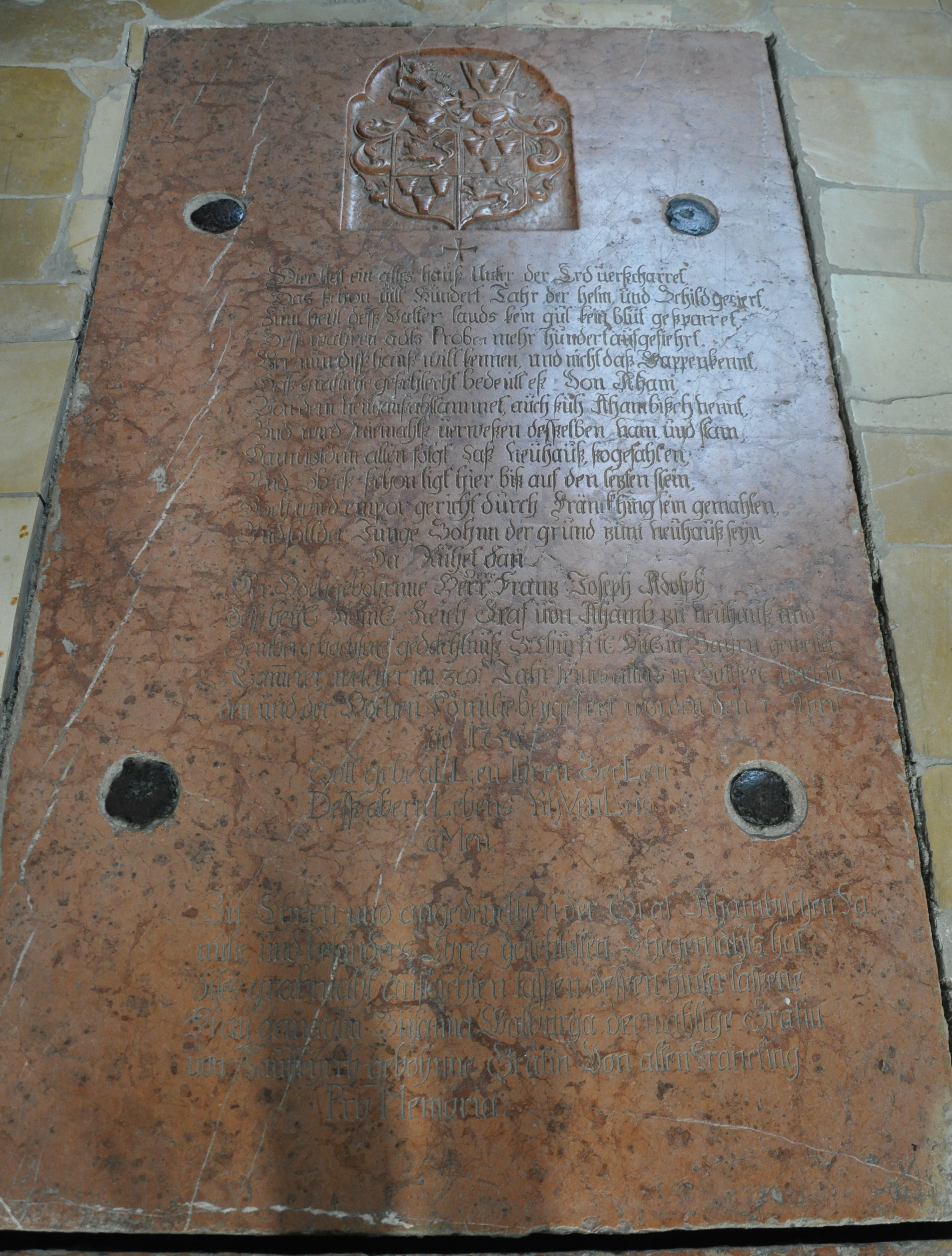
Stiftskirche Reichersberg, Grabkapelle der Aham: Zugang zur ehemaligen Familiengruft mit Epitaph des Franz Joseph Adolph Reichsgraf von Ahamb zu Neuhaus und Geinberg (1718–1756, siehe Genealogie oben)
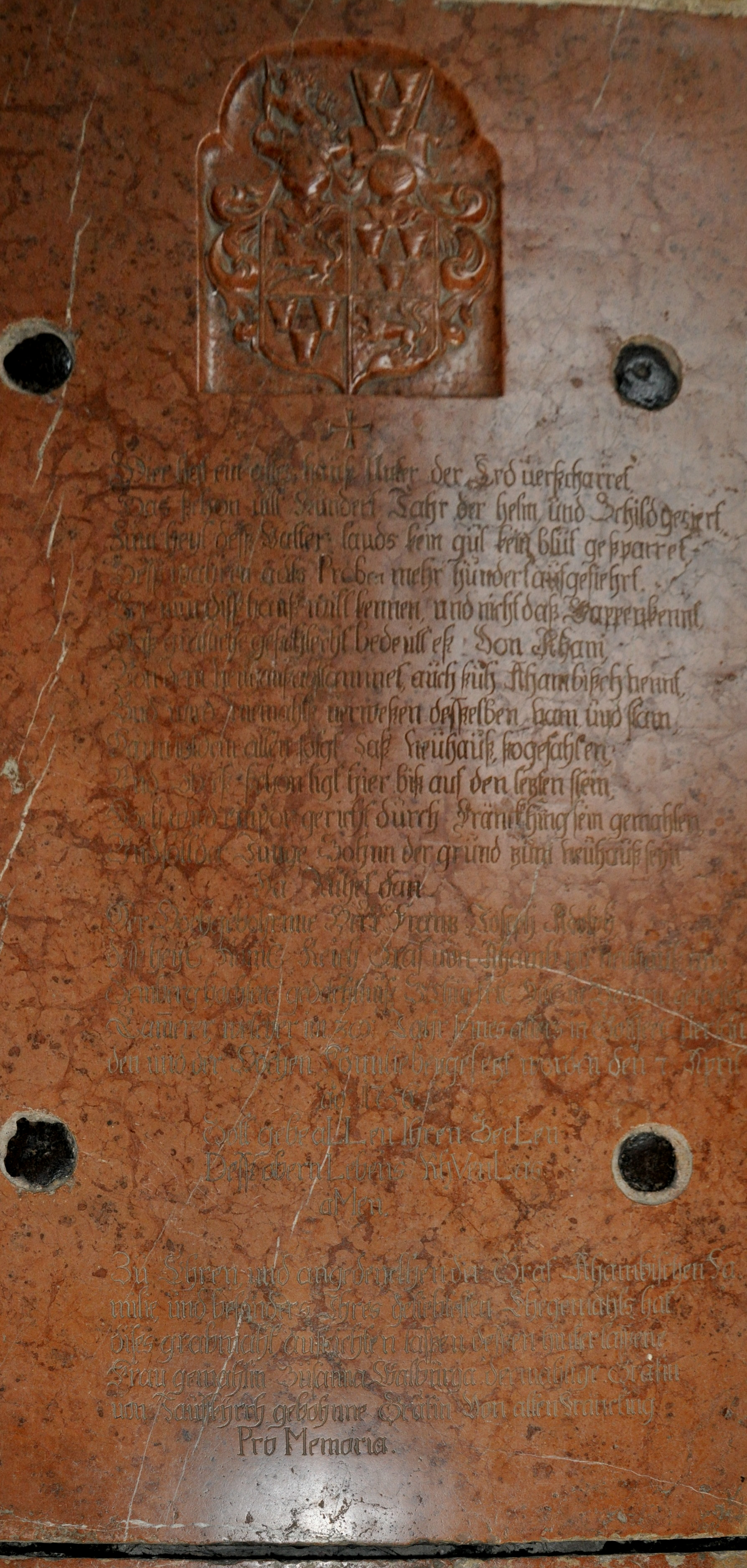
Stiftskirche Reichersberg, Grabkapelle der Aham: Deckplatte über dem Zugang zur ehemaligen Familiengruft (Detail)
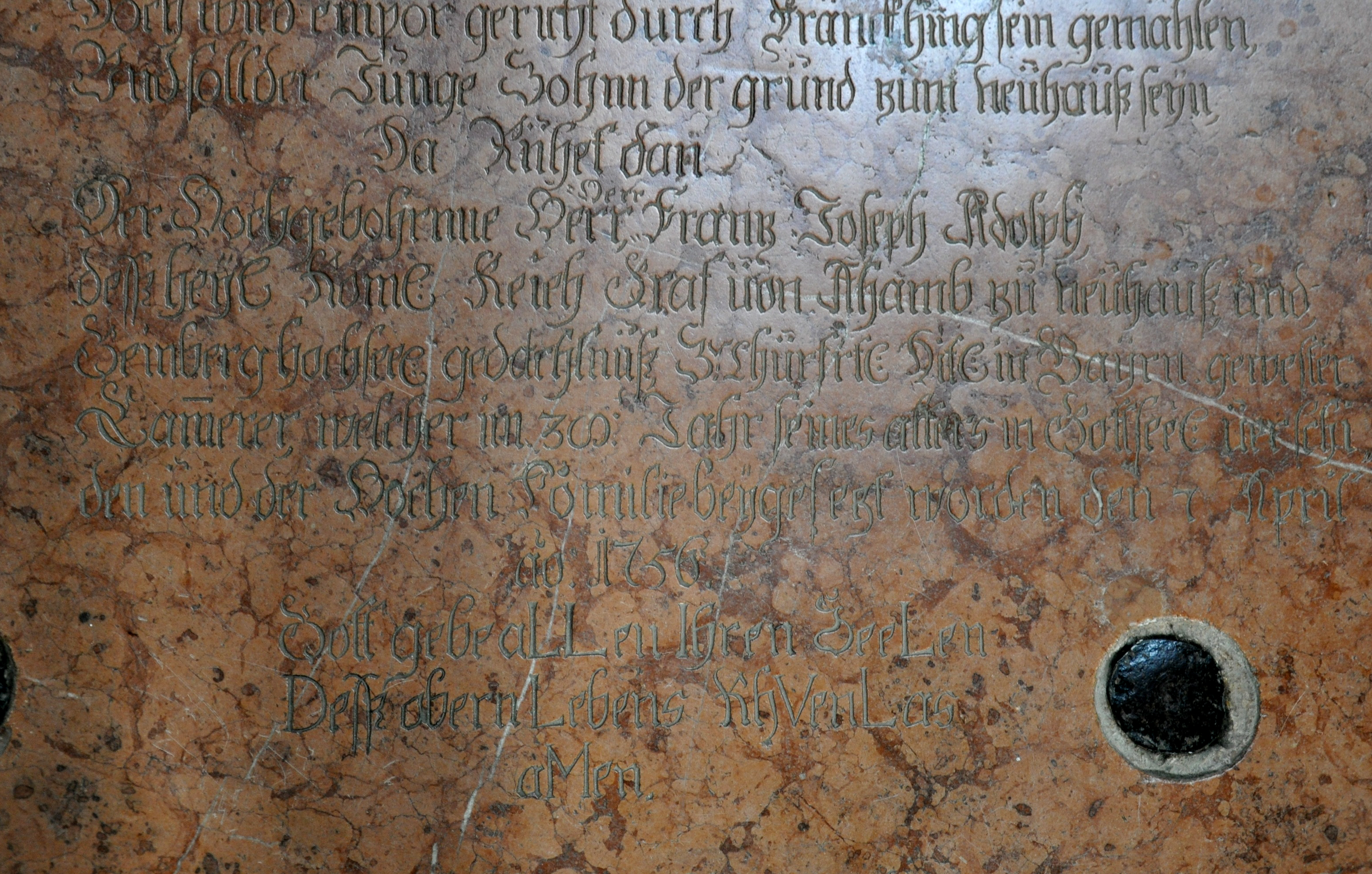
Stiftskirche Reichersberg, Grabkapelle der Aham: Deckplatte über dem Zugang zur ehemaligen Familiengruft (Detail)